# Петьо Петков – Шайбата
Петьо Петков – Шайбата  е български актьор и водещ на предаването „Комиците“, излъчвано по телевизия bTV.

## Биография
Роден е на 10 октомври 1978 година в София. Първите си стъпки на сцената прави като 16-годишен в детска театрална студия „Камбаната“. След като завършва средното си образование постъпва в НАТФИЗ, където учи актьорско майсторство.
През 2000 година участва във видеоклипа на Лили Иванова – „Ветрове“, като лутащия се тийнейджър, търсещ приятелката си.
Популярен е със забавните си монолози по различни теми. Обсъждал е вестници, странностите на родителите, тъпите въпроси на хората. Тъй като от шоуто „Комиците“ забелязват таланта му, той става част от него. Първоначално е само водещ, но след време започва да участва в много от скечовете на предаването. Участва от 6 до 13 сезон на сериала „Столичани в повече“. Участва като водещ на битките във филма „Бойка: Фаворитът IV“, който е заснет в България през 2015 г.

## Филмография
- Бойка: Фаворитът (2016) – (САЩ, България) – Доминик
- Столичани в Повече (2011-2019) - Петър Пейчев-Пепи